# 福田敬子
福田敬子（日语：／ Fukuda Keiko，1913年4月12日—2013年2月9日）日本女子柔道家，擁有10段頭銜。
福田敬子年出生於東京武術世家，21歲起追隨日本柔道創始者嘉納治五郎學習柔道。1966年為推廣柔道而遠赴美國擔任柔道講師。福田敬子在1972年成為第一位獲得6段頭銜的女子柔道家。2006年，福田敬子晉級9段，成為日本女子柔道史上第一人。2011年，福田敬子以98歲高齡獲得美國柔道聯盟10段。